# Centrophryne spinulosa
Centrophryne spinulosa ist eine Art der Tiefsee-Anglerfische (Ceratioidei), die in tropischen und subtropischen Regionen im Atlantik, Pazifik und im Indischen Ozean zwischen 30° nördlicher und 25° südlicher Breite in großen Tiefen lebt. Bisher wurden 25 Exemplare gefangen. Systematisch steht Centrophryne spinulosa isoliert da und ist die einzige Art der Gattung und der Familie. Phylogenetisch bildet die Art die Schwestergruppe von Neoceratias spinifer.

## Merkmale

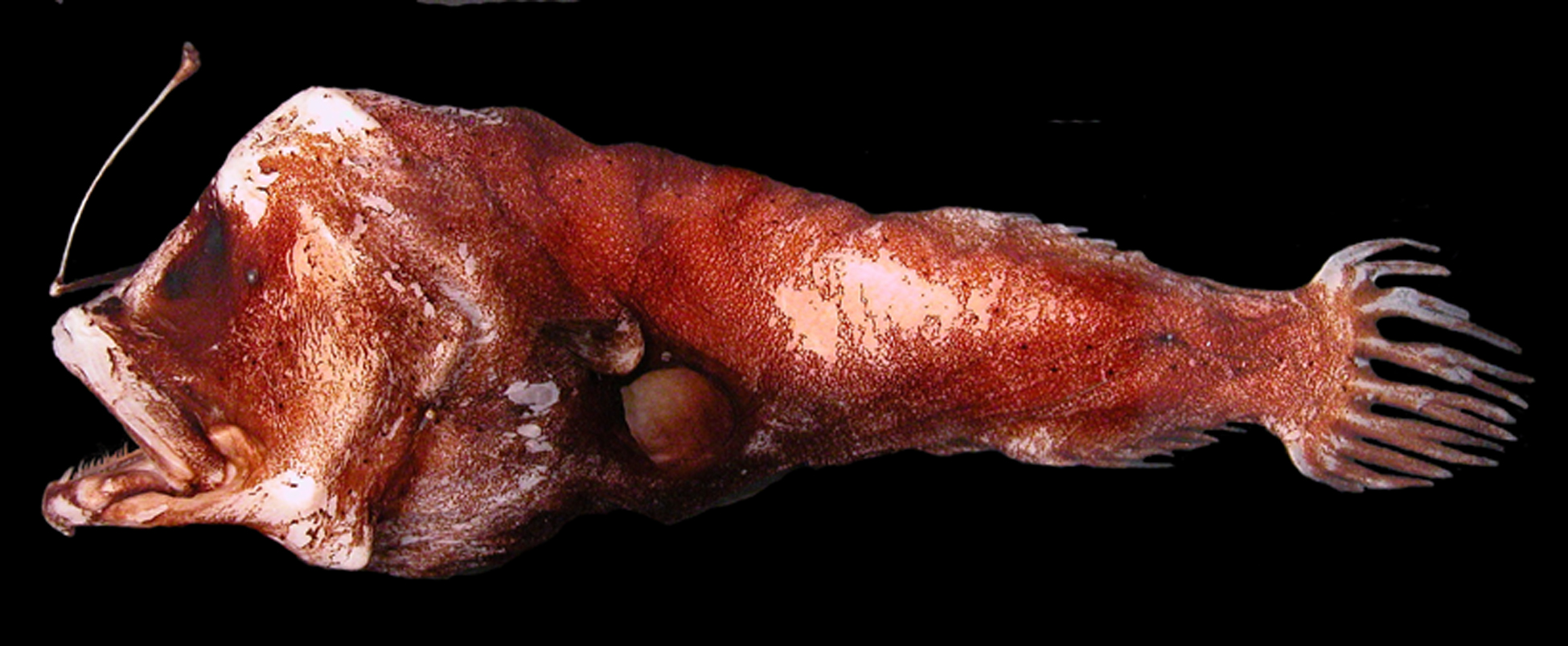
Konserviertes Weibchen von Centrophryne spinulosa

Weibliche Centrophryne spinulosa besitzen einen großen Kopf mit großem Maul. Das „Illicium“ (Angel) ist stets geknickt. Die Kiemenöffnung ist ein Loch, das sich knapp hinter dem Brustflossenansatz befindet. Der Körper hat einen geringeren Durchmesser als der Kopf. Die Haut ist von kleinen Hautanhängseln bedeckt. Die Rückenflosse hat fünf bis sieben Flossenstrahlen, die Afterflosse fünf bis sechs. Weibliche Fische werden bis zu 24,5 Zentimeter lang. Sie sind von dunkelbrauner bis schwarzer Farbe. Bisher wurde nur ein einziges, ausgewachsenes, 1,28 Zentimeter großes Männchen gefangen. Ihre Haut ist nackt, ohne Hautanhängsel. Die Männchen verbringen ein Teil ihres Lebens freischwimmend, verwachsen allerdings, wie auch bei einigen anderen Tiefsee-Anglerfischen, mit einem Weibchen um sich zu paaren.